# Bắc Phiếu

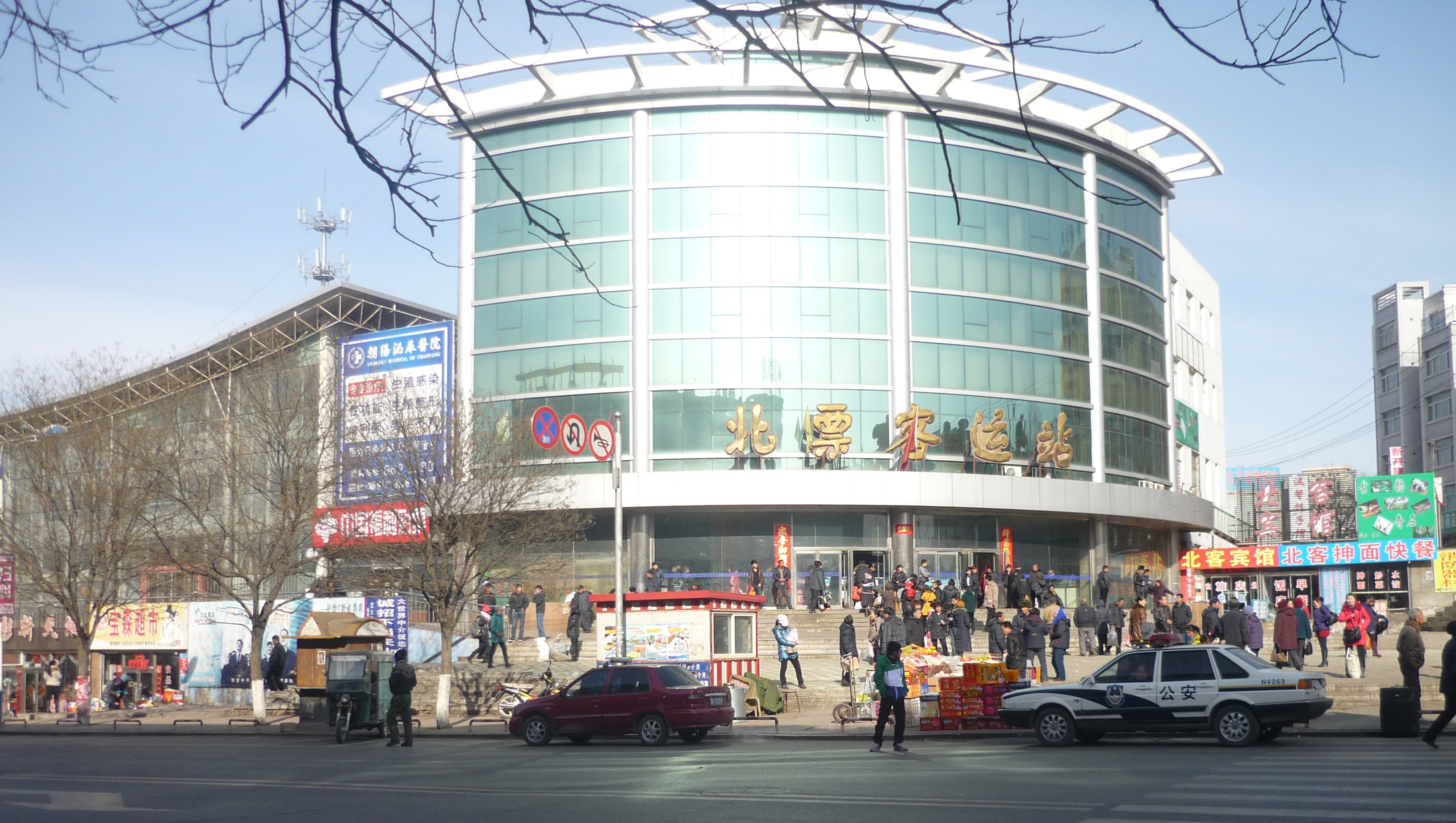
Trạm Gia Đạt, Bắc Phiếu

Bắc Phiếu (chữ Hán giản thể: 北票市, âm Hán Việt: Bắc Phiếu thị) là một thành phố cấp huyện thuộc địa cấp thị Triều Dương, tỉnh Liêu Ninh, Cộng hòa Nhân dân Trung Hoa. Thành phố Bắc Phiếu có diện tích 4583 km², dân số 620.000 người. Mã số bưu chính của thành phố Bắc Phiếu là 122100. Chính quyền nhân dân thành phố đóng tại số 3, phố Thị Phủ. Thành phố này được chia thành 6 nhai đạo, 8 trấn, 18 hương, 2 hương dân tộc. 
- Nhai đạo biện sự xứ: Nam Sơn, Đài Cát, Tam Bảo, Kiều Bắc, Thành Quan, Quân Sơn, Đông Đài Cát.
- Trấn: Bảo Quốc Lão, Hắc Thành Tử, Tây Quan Doanh, Thượng Viên, Ngũ Gian Phòng, Đại Bản, Đào Hoa Thổ.
- Hương: Đông Quan Doanh, Tam Bảo, Tuyền Cự Thủy, Tam Bảo Doanh, Bắc Tháp Tử, Đài Cát Doanh, Lâu Gia Điếm, Bắc Tứ Gia, Thường Hà Doanh, Tiểu Tháp Tử, Đại Tam Gia Tử, Mông Cổ Doanh, Long Đàm, Trường Cao, Ba Đồ Doanh, Cáp Nhĩ Não, Thảo Cát Doanh.
- Hương dân tộc Mông Cổ Lương Thủy Hà, hương dân tộc Mông Cổ Mã Hữ Doanh.